# Meredates

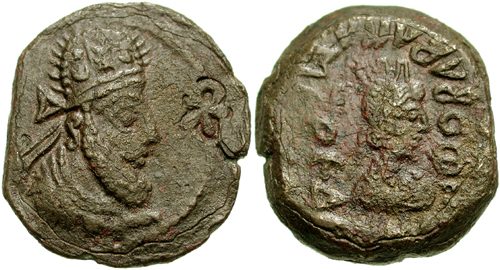
Münze des Meredates

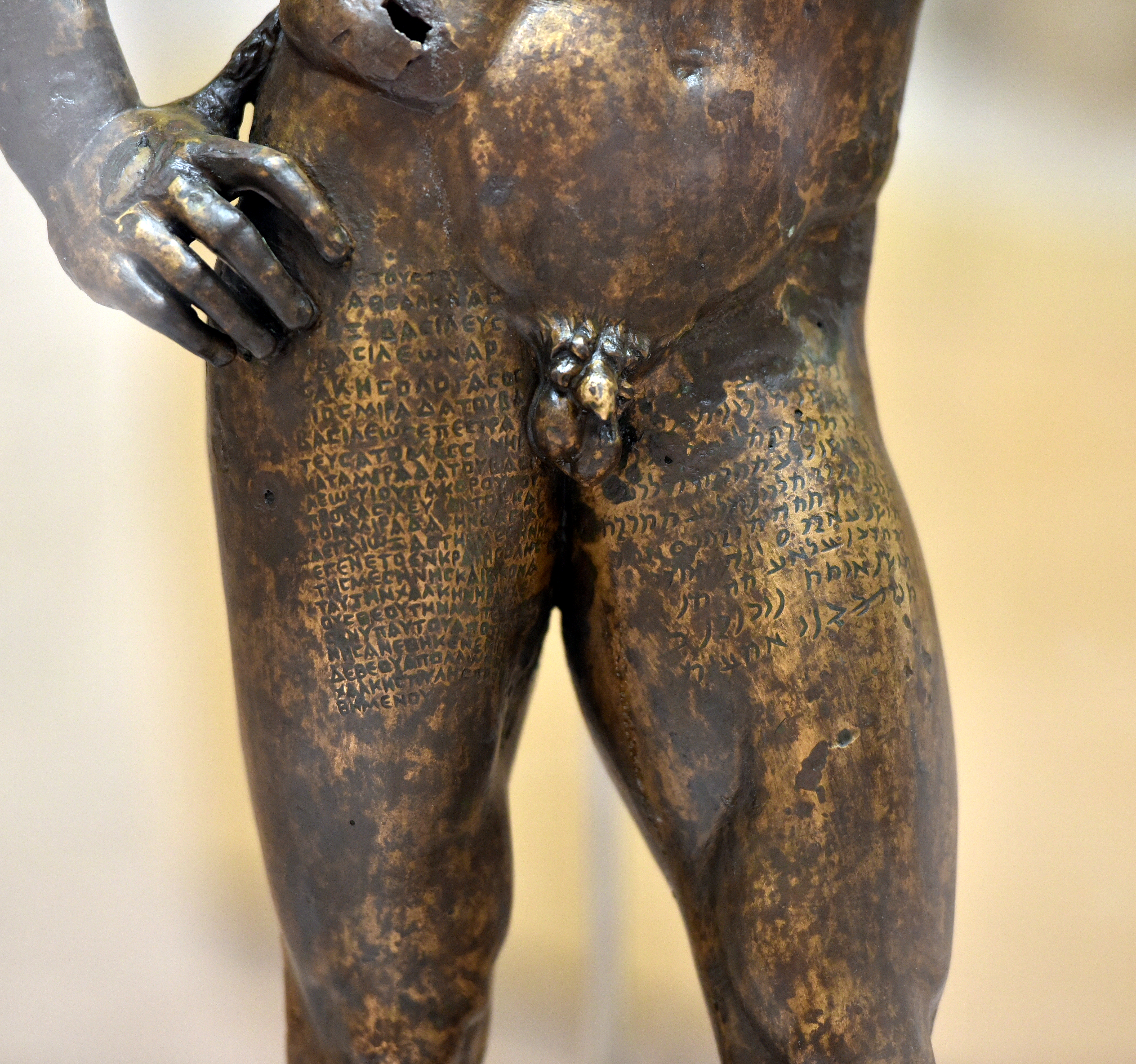
Inschrift auf der Statue des Herakles

Meredates war ein König von Charakene, der etwa 131–150/151 regierte.
1984 fand man in Seleukia am Tigris eine Bronzestatue des Herakles, die auf den Oberschenkeln eine Inschrift in zwei Sprachen aufweist (griechisch und parthisch). Die Inschrift berichtet, dass im Jahr 151 der parthische König Vologaeses IV. gegen Meredates kämpfte und diesen als König aus der Charakene vertrieb. Die Statue selbst sei aus der Charakene mitgebracht worden und im Apollotempel von Seleukia am Tigris aufgestellt worden. Aus dieser Inschrift kann geschlossen werden, dass die Charakene einige Zeit unabhängig war, dann aber wieder von den Parthern unterworfen wurde. Meredates ist auch von einigen Münzen und von einer in Palmyra gefundenen Inschrift bekannt (siehe Yarhai). Er war der Sohn des parthischen Königs Pakoros. Seine Münzbilder zeigen deutlich parthischen Einfluss, was im Einklang mit seiner Herkunft aus dem parthischen Königshaus steht. Die Münzlegenden lauten: Meredates, Sohn des Phokoros, König der Könige, König der Omani. Bei den Omani handelt es sich um einen von der Charakene beherrschten arabischen Volksstamm. Die Zuordnung der Prägungen des Meredates als charakenisch ist wegen ihres anderen Stiles jedoch schon bezweifelt worden.